# Glossa

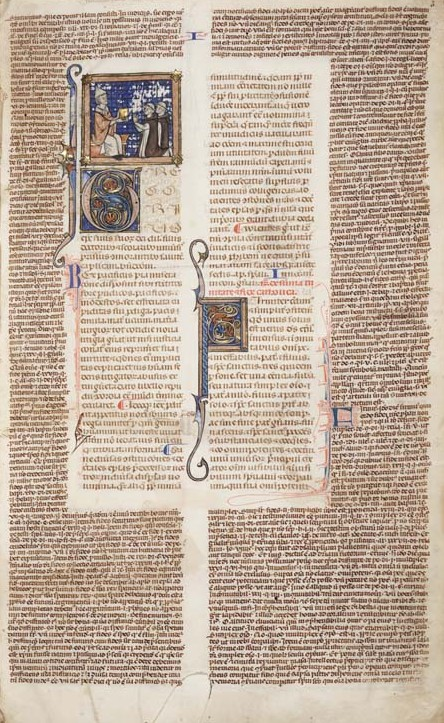
Decretale secondo glossa ordinaria di Bernardo da Parma 1300-1315 circa.

La glossa, nel mondo antico, era l'interpretazione di parole oscure (perché ermetiche o cadute in disuso) attraverso altre più comprensibili, ossia attraverso il linguaggio corrente.
Aristotele nel ventunesimo capitolo della Poetica descrive la glossa come un tipo di nome, distinto da quello comune, usato da un gruppo di parlanti differente rispetto a quello di riferimento e quindi desueto per questi ultimi. In seguito, a cominciare dal XII secolo d.C., la glossa ha incominciato ad indicare un commento ad un testo giuridico e glossatore era lo studioso che la elaborava.
In linguistica e filologia, invece, le glosse sono dei termini isolati che compaiono nei testi antichi affiancati da una spiegazione del loro significato, sia ad opera degli stessi autori di tali testi, sia per mano di autori e commentatori successivi (glossatori). Per molte lingue antiche estinte, tutto ciò che se ne conosce consiste nelle glosse tramandate da qualche autore. Alcuni di essi, come Esichio di Alessandria raccolsero le loro glosse in un'opera complessiva ("glossario", antenato dei moderni dizionari).

## Le origini
Il divieto di Giustiniano I di elaborare commenti complessivi sulle raccolte di leggi è stato condensato nella frase "Le basi per ogni nuovo diritto devono essere nel Diritto". Anche nelle pagine di Ludovico Antonio Muratori (Dei difetti della giurisprudenza) si legge che Giustiniano intendeva "riserbare tutto lo studio degli avvocati e giusdicenti al solo testo delle leggi (...)" cancellando "la sterminata folla di tutti i suoi interpreti, trattatisti, e consulenti". L'assoluto divieto di revisione del testo fu posto da Giustiniano per assicurare una (pretesa) immutabilità degli antichi codici: la ratio juris storicamente necessitata era quella di garantire la più lunga e duratura osservanza delle leggi.
Peraltro, nella Novella 146, del 553, l'imperatore Giustiniano proibiva anche l'uso e lo studio del Talmud e della legge orale (deuterosis) in genere. Questo perché il mondo giuridico del Talmud è basato su discussioni serrate costruite sui testi della tradizione e sulla logica; nulla è considerato fuori discussione, tutto è sottoposto al vaglio della critica fino ad arrivare alla decisione halakhica. Giustiniano si spinse poi fino a sopprimere anche la giurisdizione ebraica, che era riconosciuta come autonoma da quella romana fin dal II secolo.
Paradossalmente, tutti questi divieti resero fondamentale in seguito l'opera dei glossatori. I testi giustinianei, redatti nel VI secolo, apparivano ostici e incomprensibili ad un mondo che aveva vissuto le esperienze storiche dei Longobardi, dei Franchi e delle altre dominazioni, che avevano imposto le loro regole (quasi tutte consuetudinarie e orali) ignorando il diritto romano.

## La glossa torinese
La più antica opera di annotazione e interpretazione dei testi giustinianei a noi pervenuta è la cosiddetta glossa torinese, in quanto redatta su di un manoscritto delle Institutiones di Giustiniano, oggi conservato a Torino. Essa risale al VI secolo.

## La scuola di Pavia
Tra il X e XI secolo, Pavia, allora capitale del regno d'Italia, si distingue per la sua scuola di arti liberali, cui si affianca poi una Scuola professionale di diritto franco-longobardo. La scuola si trovava presso il palazzo Reale, complesso che si strutturava su un vasto insieme di edifici, i quali non solo ospitava la corte del sovrano, ma anche l’amministrazione del regno e, in particolare, il suo principale tribunale. Verosimilmente la scuola nacque quindi per formare i giudici regi. Suoi esponenti più illustri furono:
- Bagelardo (giudice di Palazzo e giureconsulto, vissuto nella prima metà del secolo XI; comunemente lo si riconduce nell'ambito dei longobardisti cosiddetti "moderni", che nell'interpretazione del diritto longobardo-franco si avvalsero del ricorso al diritto romano)
- Bonfiglio
- Valfrédo[3]
- Gualcosio (detto Walcausius), giureconsulto e giudice della prima metà del sec. XI, di origine longobarda, insegnò a Pavia ed è noto per la redazione del Liber Papiensis[4], che però era pieno di alterazioni e di inesattezze, per cui i maestri della Scuola bolognese dei glossatori equipararono la redazione walcausina come sinonimo di falso.

La Scuola di Pavia compie studi sugli Editti longobardi e sul Capitulare italicum.
Gli studi sono compiuti in una raccolta ordinata cronologicamente nota come Liber papiensis. Successivamente, il complesso normativo è riorganizzato sistematicamente a imitazione del Codice giustinianeo, nella Lex Longobarda. I testi normativi sono corredati di formule per facilitarne l'applicazione nella pratica dei tribunali.
Alla scuola pavese sono attribuiti anche:
- il Cartularium, relativo alla pratica notarile e alla redazione degli atti privati;
- le Quaestiones ac monita, contenenti risposte ad una serie di domande su questioni disparate (monita: un "tieni a mente" rivolto ai discenti).

Il capolavoro della scuola pavese è tuttavia la Expositio ad Librum Papiensem, commento analitico del Liber Papiensis. Da quest'opera emerge un certo interesse per il diritto romano, utilizzato come diritto sussidiario. L'Expositio ad librum papiensem ricapitola l'insegnamento impartito dai maestri di Pavia e ne tramanda le dispute, specie quelle tra antiqui e moderni. La versione che ci è pervenuta risale al 1070 circa.

## La glossa bolognese
Tra il XI e il XII secolo, grazie ad Irnerio, si elevò a Bologna uno studio approfondito del Diritto giustinianeo. Si faceva, per il tramite delle glosse, una vera e propria analisi del testo. Quella che viene detta la Scuola di Bologna diede vita ad uno studio ad altissimo livello dei testi giuridici producendo un'enorme mole di testi, talvolta contraddittori. Nel XIII secolo Accursio, allievo di Azzone Soldanus, fece un'opera di organizzazione e razionalizzazione di questi testi nell'opera detta Magna glossa o glossa ordinaria.
Si dice che i glossatori siano stati i migliori studiosi del Corpus iuris giustinianeo perché si relazionavano ad esso senza coscienza storica, cioè in piena obiettività e come se il tempo non fosse passato. I glossatori bolognesi godevano di grande prestigio sociale: ne è una testimonianza la presenza, in una città senza statue, di quelle che vengono chiamate le tombe dei glossatori, in piazza Malpighi, sul retro della chiesa bolognese di San Francesco. Uno dei sepolcri appartiene ad Accursio e al figlio Francesco, gli altri al giurista Odofredo e a Rolandino de' Romanzi. Anche in piazza San Domenico è presente una tomba dedicata al giurista Rolandino de' Passeggeri.

## La glossa di Poppi

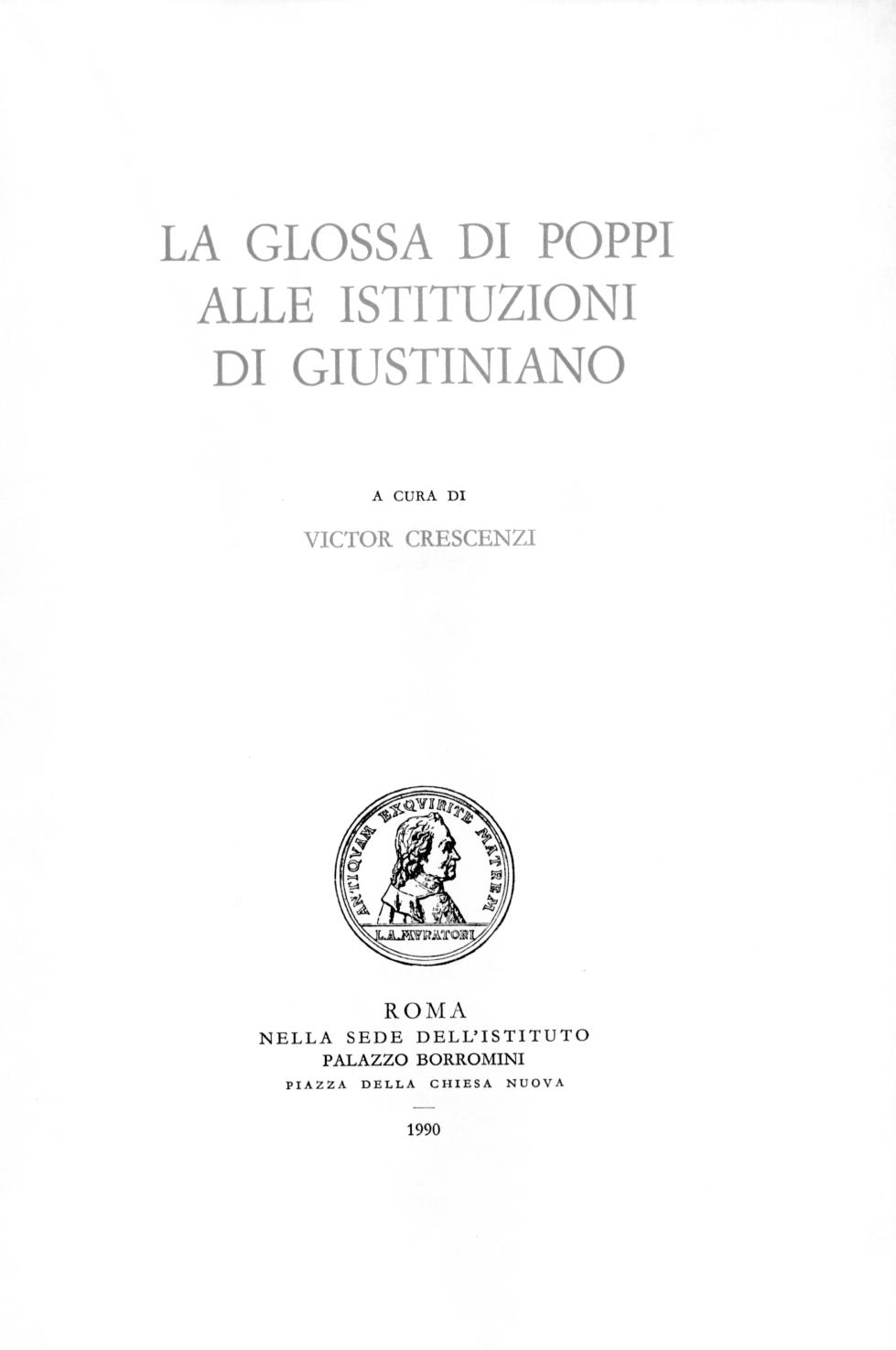
Victor Crescenzi, La glossa di Poppi alle Istituzioni di Giustiniano, 1990.

La glossa di Poppi (Toscana), scritta tra l'XI e il XII secolo, cita anche il Digesto, seppure in modo vago e impreciso.

## La glossa di Casamari
Piccole citazioni del Digesto sono presenti anche nella glossa di Casamari, proveniente dall'abbazia di Casamari.

## La glossa coloniense
La glossa di Colonia è attribuita dal Fitting, studioso tedesco di storia del diritto di fine Ottocento, alla scuola di diritto longobardo-franco di Pavia e in particolare al longobardista Gualcosio (Walcausius), uno dei più noti maestri pavesi (insieme a Bagelardo e a Bonfiglio): vi si citano infatti le città di Milano e Pavia. La sua importanza deriva dal fatto che il testo Gualcasiano, fu il primo accostamento da parte della scuola pavese al Diritto giustinianeo. Da quanto si evince dal testo il Ius Romanorum venne preso ad esempio dalla società medievale, consacrando il diritto romano come "Ius Generalis", visione che più tardi verrà riconosciuta con la denominazione di Diritto comune.

## La glossa di Bamberga
La glossa Bambergensis è un manoscritto di Bamberga in Baviera.

## Le glosse di Reichenau
Le glosse di Reichenau, annotate sui margini di una copia della Bibbia Vulgata (scritta in latino classico ma destinata al volgo), forniscono indizi sul vocabolario del tardo latino volgare in Francia, suggerendo che le parole della Bibbia del IV secolo non erano più immediatamente comprese nell'VIII secolo, quando probabilmente furono scritte le glosse. Queste ultime, quindi, dimostrano le tipiche differenze di vocabolario tra il latino classico e il latino volgare nelle lingue gallo-romanze.